# 金澤寛明
金澤 寛明（かなざわ ひろあき、1961年2月 - ）は、日本の医学者（解剖学・組織学）。学位は博士（医学）（新潟大学・1994年）。トヨタ看護専門学校校長。姓の「澤」は「沢」の旧字体であるため、新字体で金沢 寛明（かなざわ ひろあき）とも表記される。
新潟大学医学部講師、名古屋大学医学部助教授、富山医科薬科大学医学部助教授、静岡県立大学看護学部教授、静岡県立大学看護学部学部長（第6・8代）などを歴任した。

## 来歴

### 生い立ち
1961年生まれ。新潟大学の医学部医学科にて医学を学び、1987年に卒業した。その後は、新潟大学の大学院に進み、医学研究科生理系専攻にて学び、1989年に博士課程を中途退学した。1994年に、新潟大学より博士（医学）の学位を取得している。学位論文の題は 「Fine structure of the canine taste bud with special reference to gustatory cell functions(イヌの味蕾の微細構造の研究 -とくにその味覚受容の機能に関連して)」。

### 研究者として
大学院の博士課程を中途退学すると、そのまま、新潟大学の医学部にて助手として採用され、第三解剖を担当する。1996年には、新潟大学医学部の講師に昇任し、同様に第三解剖を担当した。1998年、名古屋大学に転じ、医学部保健学科の講師に就任し、放射線技術学専攻に所属した。2002年には、名古屋大学の医学部保健学科にて助教授に就任した。2004年、富山大学や高岡短期大学との統合を目前に控えた富山医科薬科大学に移り、医学部医学科の助教授として解剖学などを講じた。2005年、静岡県立大学に転じ、看護学部看護学科の教授に就任し、機能形態学などを講じていた。また、看護学部の副学部長などを務めた。2011年には木村正人の後任として学部長に就任し、2013年まで務めたが、2015年には式守晴子の後任として再び学部長に就任した。静岡県立大学では大学院の看護学研究科看護学専攻の教授も兼任していた。2020年3月31日、静岡県立大学の教授を退任した。同年4月、トヨタ自動車が設置・運営するトヨタ看護専門学校に転じ、校長に就任した。

## 研究

味蕾の模式図

専門は医学であり、特に解剖学や組織学を中心に研究を進めている。その中でも、形態学的な見地から味蕾の超微形態を研究しており、細胞型や味覚受容と口腔内の環境との関連について明らかにしようとしている。
味蕾や味覚といった研究分野については「味覚の形態学研究は、いや味覚の研究自体まだまだ、分からないことだらけ」と指摘している。そのうえで、冗談めかして「『味蕾には未来がある。』という言葉にだまされて始めた研究だが、なかなか未来が見えない」と語っている。また、ヘーニックらが提唱しエドウィン・ボーリングによって広く紹介された「味覚分布地図」について、「舌の上で、甘味は前の方、苦みは奥の方がよく感じるといった、味覚の分布地図を色々な教科書や本でみかけるが、あれは100年以上前の研究の孫引きで、最近の味を含ませた小さなディスクによる検査では、舌表面の場所による味の感じ方の違いは無いという結果がでている」と指摘している。
また、ジェーン・ダ・バーグの著書を翻訳するなど、幾つかの学術書や専門書などを訳している。

## 人物
看護学部の面接試験にて受験生に志望動機を質問すると、「看護師になるためです」「病院や医院で看護師さんにやさしくされたから、なりたいと思った」と回答する者が多いと指摘している。この点について「成る程、これらの答えは間違ってはいない。しかし、看護学を学んでできる仕事が看護師だけだろうか。働く場所だって、限られた所ではなく様々だと思う」と問題提起している。そのうえで「ヒトや人の事を学び、人に出会い、そして悩み、考える。その中から進むべき道が見えて来る」と述べ、受験生や在学生らに対して「2つのキャンパス、そして実習施設を活用し、あなたの進むべき道を見つけて下さい」と呼びかけている。

## 略歴
- 1961年 - 誕生。
- 1987年 - 新潟大学医学部卒業。
- 1989年 - 新潟大学大学院医学研究科博士課程中途退学。
- 1989年 - 新潟大学医学部助手。
- 1996年 - 新潟大学医学部講師。
- 1998年 - 名古屋大学医学部講師。
- 2002年 - 名古屋大学医学部助教授。
- 2004年 - 富山医科薬科大学医学部助教授。
- 2005年 - 静岡県立大学看護学部教授。
- 2005年 - 静岡県立大学大学院看護学研究科教授。
- 2011年 - 静岡県立大学看護学部学部長。
- 2015年 - 静岡県立大学看護学部学部長。
- 2020年 - トヨタ看護専門学校校長。

## 著作

### 共著
- 『基礎からの臨床医学 - 放射線診療に携わる人のために』（島本佳寿広編、名古屋大学出版会） 2005年　ISBN 9784815805111

### 翻訳
- 『組織細胞生物学』（Abraham L. Kierszenbaum著、南江堂） 2006年　ISBN 9784524236763
- 『ロス&ウィルソン健康と病気のしくみがわかる解剖生理学』改訂版（アン・ウォー, アリソン・グラント著、磯村源蔵ほか訳、西村書店） 2008年　ISBN 9784890133628
- 『カラー人体図鑑 - ビジュアル・アナトミー』（ジェーン・ダ・バーグ編、西村書店） 2010年　ISBN 9784890133888